# بياتريس هيكس
بياتريس أليس هيكس (بالإنجليزية: Beatrice Hicks)‏ (2 يناير 1919 - 21 أكتوبر 1979) هي مهندسة أمريكية و أول امرأة يتم التعاقد معها من قبل شركة ويسترن إليكتريك ، و هي أحد مؤسسي و كذلك أول رئيس لجمعية المهندسين النساء . وعلى الرغم من دخول بياتريس في هذا المجال في الوقت الذي كان ينظر فيه للهندسة باعتبارها مهنة غير مناسبة للمرأة، فقد شغلت هيكس مجموعة متنوعة من المناصب القيادية و في نهاية الأمر أصبحت صاحبة شركة هندسية.و قامت هيكس خلال فترة عملها بتطوير مفتاح تحويل كثافة الغاز الذي يمكن استخدامه في برنامج الفضاء الأمريكي، و بما في ذلك برنامج أبولو.

## النشأة
ولدت بياتريس هيكس في عام 1919 في في أورانج، نيوجيرسي ، والدها هو المهندس الكيميائي وليام لوكس هيكس و والدتها هي فلورنسا بنديكت.
و قد قررت بياتريس في سن مبكرة أنها ترغب في أن تصبح مهندسة. و في الوقت الذي لم يحاول فيه والدي هيكس لا دعم ولا معارضة المسار الوظيفي الذي ترغب هي فيه ، فقد حاول بعض من أساتذتها و زملائها أن يثنوها عن أن تصبح مهندسة ، معتبرين هذا دورا غير مقبول اجتماعيا بالنسبة للمرأة.
تخرجت هيكس في مدرسة أورانج الثانوية في عام 1935 و حصلت علي البكالوريوس في الهندسة الكيميائية من كلية نيوارك للهندسة ( تعرف الآن باسم معهد نيوجيرسي للتكنولوجيا ) في عام 1939 ، و كانت بياتريس واحدة من ضمن اثنان فقط من النساء في صفها الدراسي. و عملت هيكس في أثناء الدراسة الجامعية في مهنة عامل الهاتف في مكتب الخزينة بمتجر أبيركرومبي & فيتش ، و في مكتبة الجامعة كذلك. و قد قضت هيكس ثلاث سنوات أخرى في كلية نيوارك للهندسة كباحثة مساعدة بعد حصولها علي البكالوريوس، حيث درست تاريخ اختراعات ادوارد ويستون و تلقت دروسا إضافية في المساء.

## الحياة المهنية
و قد حصلت بياتريس في عام 1942 علي وظيفة في شركة ويسترن إليكتريك تقوم فيها بتصميم و اختبار مؤشرات تذبذب الكوارتز البلوري في كيرني، نيوجيرسي. و كانت هي أول امرأة يتم توظيفها كمهندسة من قبل شركة ويسترن إليكتريك، و قد أمضت ثلاث سنوات في العمل هناك.و قد انضمت هيكس بعد وفاة والدها إلي شركة نيوارك كنترولز و التي مقرها بلومفيلد، نيوجيرسي ، و هي شركة تصنيع الأدوات المعدنية التي أسسها والدها.و قد عملت بياتريس كرئيس المهندسين و من ثم شغلت منصب نائب الرئيس المسؤول عن الهندسة في الشركة قبل شراء الشركة من عمها في عام 1955.وقد قامت بياتريس بتصميم و تسجيل براءة اختراع مفتاح تحويل كثافة الغاز و الذي استخدم فيما بعد في برنامج الفضاء الأمريكي بما في ذلك الهبوط علي سطح القمر ، كما كانت رائدة في مجال الحسّاسات التي كانت تكتشف عندما تصل الأجهزة إلي حدود بنائية. و قد ألفت هيكس عدة ورقات بحثية تقنية بشأن مفتاح تحويل كثافة الغاز. و تابعت هيكس دراسة الماسجتير في الفيزياء في أثناء تواجدها في شركة نيوارك كنترولز و التي حصلت عليه من معهد ستيفنز للتقنية في عام 1949.
و في عام 1950 بدأت بياتريس و غيرها من النساء يجتموع في رابطة مقرها في الساحل الشرقي للولايات المتحدة ، و التي كان الهدف منها هو النهوض بالمهندسات و زيادة مشاركة المرأة في الهندسة.و كانت قد أدمجت هذة الرابطة و تم إنشاء جمعية المهندسين النساء بعد ذلك بعامين.و قد تولت بياتريس منصب رئيس المنظمة لفترتين متتاليتين من عام 1950 إلي عام 1952. و في عام 1963 منحت جمعية المهندسين النساء أرفع تكريم لديهم إلي هيكس و هو جائزة جمعية المهندسين النساء للإنجازات. و قد طافت هيكس حول الولايات المتحدة لتدافع عن قضية المهندسين الإناث من خلال التوعية و المناظرات. و قد أعربت بياتريس عن اعتقادها بأنه على الرغم من أنه يتم مراقبة المهندسين الإناث في بداية الأمر عن كثب ، إلا أنه سرعان ما سوف يتم أيضا القبول بهم و بدورهم.
و تزوجت بياتريس في عام 1948 من زميل مهندس يدعي رودني دوان شيب ، الذي شغل وظيفة مدير مناصب هندسية علي مستويين قبل أن يشرع في بدء شركة استشارية. و تم اختيار الزوجين في عام 1960 من قبل الجمعية الوطنية للمهندسين لجولة مدتها شهر في أمريكا الجنوبية تتضمن البحث العلمي و المناقشة ، و التي ركزت على التعاون الدولي بين المهندسين في أمريكا وأمريكا الجنوبية. و قد قامت هيكس ببيع شركة نيوارك كنترولز عندما توفي زوجها شيب في عام 1966، و تولت أعمال شركة زوجها الراحل الاستشارية. و قد اتم اختيار هيكس أيضا للعمل في اللجنة الاستشارية للدفاع عن المرأة في الفترة ما بين عام 1960 و عام 1963 ، و كانت هي مديرة المؤتمر الدولي الأول للمهندسين و العلماء من النساء، كما مثلت هيكس الولايات المتحدة في أربعة مؤتمرات دولية.
توفيت هيكس في 21 من أكتوبر عام 1979 ، في برينستون (نيو جيرسي).

## الجوائز و التكريمات المهنية
و قد اختارت مجلة مدموزيل في عام 1952 هيكس لتكون «سيدة العام في الأعمال» بسبب دورها في شركة نيوارك كنترولز. و تم دعوة هيكس في عام 1978 للانضمام إلي الأكاديمية الوطنية للهندسة و هو أرفع تكريم مهني في الهندسة، و أصبحت بذلك سادس امرأة تنضم إلي المنظمة. و تضمنت قاعة الشهرة الوطنية للمرأة اسم هيكس في عام 2002.
كما تلقت هيكس الدكتوراه الفخرية من كليات هوبارت وويليام سميث، و معهد رينسيلار للفنون التطبيقية، و معهد ستيفنز للتقنية، و معهد وورسستر للفنون التطبيقية. و كانت هي أول أنثي تتلقي دكتوراه فخرية من معهد رينسيلار للفنون التطبيقية. و كانت هيكس عضوا في كل من الجمعية الأمريكية للمهندسين الميكانيكيين وجمعية مهندسي الكهرباء والإلكترونيات.